# Boquim
Boquim là một đô thị thuộc bang Sergipe, Brasil. Đô thị này có diện tích 214 km², dân số năm 2007 là 24478 người, mật độ 114,38 người/km².